# Zaróbka
Zaróbka (prononciation : [zaˈrupka]) est un village polonais de la gmina de Cyców dans le powiat de Łęczna de la voïvodie de Lublin dans l'est de la Pologne.
Il se situe à environ 8 kilomètres au nord-ouest de Cyców (siège de la gmina), 15 kilomètres à l'est de Łęczna (siège du powiat) et 38 kilomètres à l'est de Lublin (capitale de la voïvodie).

## Histoire
De 1975 à 1998, le village est attaché administrativement à l'ancienne Voïvodie de Chełm.

Depuis 1999, il fait partie de la nouvelle voïvodie de Lublin.